# Felix von Sellheim Luschka
Felix von Sellheim Luschka (* 4. März 1885 in Bielitz, Österreich-Ungarn; † 10. Februar 1968 in Konstanz, Baden-Württemberg) war ein böhmischer und tschechoslowakischer Politiker der deutschen Minderheit. Seit dem Adelsaufhebungsgesetz in der Tschechoslowakei hieß er Felix Luschka.

## Leben
Felix Max Luschka Edler von Sellheims Vater war Ingenieur und Professor. Er besuchte das Gymnasium in Wien und studierte anschließend an der Universität Wien Jura, wo er auch promoviert wurde. Von Sellheim Luschka war Absolvent der Theresianischen Militärakademie. Nach dem Studium ging er in den Staatsdienst, zunächst bei der steiermärkischen Statthalterei. Er unterbrach diese Stellung und war vier Jahre lang Gutsbesitzer im Hultschiner Ländchen. Anschließend arbeitete er in der Verwaltung der österreichisch-schlesischen Landesregierung in Troppau.
Nach Gründung der Tschechoslowakei 1918 wurde Luschka 1920 für die Deutsche Christlich-Soziale Volkspartei in das Abgeordnetenhaus der Tschechoslowakei gewählt. Hier vertrat er bis 1938 den Wahlkreis XIV. Mährisch-Ostrau. Mit der Besetzung des Sudetenlands durch deutsche Truppen infolge des Münchner Abkommens im Oktober 1938 wurden die Mandate annulliert.
Nach der Vertreibung 1945 war Felix von Sellheim Luschka später Oberrechnungsrat im badischen Konstanz.
Seit 1907 war Felix von Sellheim Luschka mit Fanny Eckbrecht von Dürckheim-Montmartin verheiratet.

## Schriften
- Felix von Luschka: Im Parlament der ersten Tschechoslowakischen Republik: Erinnerungen eines sudetendeutschen Abgeordneten 1920–1938. In: Bohemia: Zeitschrift für Geschichte und Kultur der böhmischen Länder. Bd. 4 (1963), S. 228–274.